# 殭屍 (電影)
《殭屍》（英語：Rigor Mortis）是一部2013年由麥浚龍自編自導的香港殭屍電影，並由《咒怨》系列导演清水崇監製，黃偉亮任動作設計，它主要參考1985年的電影《殭屍先生》，是2010年代第一部殭屍題材電影和香港近年少有的恐怖動作片，主演是當年《殭屍先生》知名的影星錢小豪、陳友、鍾發和樓南光等演員、曾參演1987年殭屍片《靈幻先生》的吳耀漢，以及加入影后級演員陣容，包括鮑起靜及惠英紅。

## 劇情
80年代的知名動作影星小豪（錢小豪 飾）曾經憑《殭屍先生》飾演殭屍獵人紅極一時，可惜年事漸長，風光不再，且情感及家庭生活不順，只好無奈遷入某公共屋邨凶宅單位「2442 （音同粵語『異死死異』）」居住。小豪決定在凶宅內了結自己的生命，但卻遇上一些改變他命運的人，例如隱世的末代天師阿友（陳友 飾）、受過嚴重心靈創傷導致發瘋的楊鳳（惠英紅 飾）、樂於助人但在家中私藏了一具棺材的屋邨師奶梅姨（鮑起靜 飾）等。
另一方面冬叔（吳耀漢 飾）在樓梯踩空意外死亡後，梅姨懇求九哥（鍾發飾）令她丈夫復活，他便答應梅姨，幫助冬叔煉成殭屍，期滿後若魂魄未回，最後的方法是需要小童的鮮血，因此便犧牲了楊鳳的兒子，為了探求冬叔的存在，大樓管理員燕叔（盧海鵬 飾）也無辜被梅姨殺害，之後屋邨更驚爆殭屍殺人事件，小豪與阿友再次面對兇猛殭屍襲擊，必須設法合力降服這具瘋狂的不死之身。
但這一切只是小豪上吊自殺前的幻想而已，現實是大家都只是普通人、也沒有人傷亡，阿友、楊鳳、梅姨等人都是正常人而且都活得很好，最後大家一同處理小豪的後事結束一切。

## 演員
| 演員                        | 角色         | 介紹 | 台灣配音 |
| 錢小豪                      | 錢小豪       | 落魄動作影星 | 陳進益   |
| 陳友                        | 阿友         | 道士，大排檔員工 | 石班瑜   |
| 鮑起靜                      | 梅姨         | 冬叔之妻 在小豪上吊自殺前的幻象中割頸自殺                                                                                       | 崔幗夫   |
| 惠英紅                      | 楊鳳         | 小白之母 在小豪上吊自殺前的幻象中是瘋子，被殭屍殺害                                                                             | 陳咏織   |
| 吳耀漢                      | 冬叔         | 梅姨之夫／殭屍 在小豪上吊自殺前的幻象中，因在楼梯跌下而重傷，再被九叔拋下楼梯身亡，後因梅姨要求要冬叔復活，而被九叔利用煉成殭屍 | 孫中台   |
| 鍾發 （香港粵語配音：劉江） | 九叔         | 道士，患有肺癌末期 | 李香生   |
| 盧海鵬                      | 燕叔         | 大樓管理員 | 孫中台   |
| 高俊文                      | 阿文         | 楊鳳之夫 因企图强奸小妹而被大姐杀害                                                                                             |          |
| 何康汶                      | 小妹         | 雙胞胎女鬼之一，后上了僵尸之身 因目击小妹被阿文强奸而将其杀害，后因大姐身中两刀而死，小妹亦上吊身亡，因而化为厉鬼               |          |
| 何健汶                      | 大姐         | 雙胞胎女鬼之一，后上了僵尸之身 因目击小妹被阿文强奸而将其杀害，后因大姐身中两刀而死，小妹亦上吊身亡，因而化为厉鬼               |          |
| 樓南光                      | 山西佬       | 友之下屬，大排檔老闆 | 陳幼文   |
| 曾 波                       | 肥大嬸       | 友之下屬，大排檔老闆 | 姜瑰瑾   |
| 何光銳                      | 小白         | 楊鳳之子 后被冬叔杀害 |          |
| 林慧倩                      | 小豪前妻     | |          |
| 劉澤成                      | 小豪兒子     | |          |
| 盧沛謙                      | 阿友（童年） | |          |
| 馮國成                      | 阿友父親     | |          |

## 花絮
《殭屍》導演麥浚龍表示，劇情本來是寫許冠英的故事，但在劇本還未完成之時，許便不幸過世，只好將許冠英的故事刪除，改成錢小豪的「半自傳」故事，並透露：“我也藉著這部電影向80年代的經典殭屍片《殭屍先生》，以及林正英和許冠英兩位前輩致敬。”
根据导演透露，电影裡有一個鏡頭是真的有長髮女鬼入鏡，而且沒有剪掉。此鏡頭是飾演殭屍的吳耀漢被摔下樓梯時，「她」就在門後。
另外，拍攝期間，因為公屋長廊甚窄，所以有部份在錄影廠裡拍完經剪接成立平體效果。

## 影響
「後林正英時代」的殭屍題材電影寥寥可數再加上中國不鼓吹迷信的風氣，以至于以鬼神為題材的電影，一直被禁止在中國上映，失去了中國市場，令不少電影公司都放棄開拍鬼片。本電影的成功令到殭屍題材電影死灰復燃，演員林家棟本來打算監製之電影《殭屍劏房》籌備已接近2年，但一直不夠資金開拍，因為《殭屍》之成功，而說服了投資方支持開拍此部戲。此外根據新聞報道，已經有導演如王晶及錢小豪紛紛開拍殭屍題材電影，彭浩翔亦打算在2014年中拍攝一部殭屍題材電影，預計將有9部殭屍題材電影陸續出籠。但至2023年均未再有港產殭屍片上映，但在2024年再有一部僵尸港片《邪Mall》。

## 上映

### 北美洲
美國電影發行公司Well Go正式購入《殭屍》在北美洲的電影發行版權，讓《殭屍》片在美國和加拿大上映。

## 分級
| 國家/地區  | 分級   |
| 香港       | III级  |
| 马来西亚   | 18     |
| 臺灣       | 辅15级 |
| 日本       | R15+   |
|            | 18     |
| 美国       | R      |
| 英国       | 18     |
| 泰國       | 18     |
| 新加坡     | M18    |
| 澳門       | D      |
| 越南       | T18    |
| 印度尼西亞 | 17+    |

## 票房

### 香港
香港首周4天以468萬港元(加上優先場共累積474萬港元)成為票房冠軍。電影上映八日已收720萬港元，每日平均收接近百萬，入場人次超過12萬。2周票房已過千萬，第三周收392萬，第四周收196萬，第五周仍然堅守第4名收83萬，至2013年11月10日，累積票房達到1678萬港元。根據《殭屍》的官方臉書，電影《殭屍》在香港公映了49天，香港總票房是HK$17,164,014，是2013年港產電影票房第4位。

### 台灣
首週有59廳開畫，排在該周台北票房榜季軍位置，拿到661萬台幣的成績。頭4周都位列台北票房榜頭10名以內，至2013年12月8日，累積台北電影票房為2304萬台幣。
| 上一届： 《》 | 2013年香港一週票房冠軍 第42周（10月21日－10月27日） | 下一届： 《》 |

## 獎項及提名
《殭屍》曾入圍非競賽項目如威尼斯電影節「威尼斯日」 單元和多倫多電影節「午夜瘋狂」單元，並是第26屆東京國際電影節「亞洲未來」單元的開幕電影及獲得2013年香港亞洲電影節最佳新導演提名及第50屆金馬獎3個提名。
| 類別                                                                        | 獎項                        | 名字                                         | 結果 |
| --------------------------------------------------------------------------- | --------------------------- | -------------------------------------------- | ---- |
| 東京國際電影節                                                              | 「亞洲未來」 單元           | 《殭屍》                                     | 提名 |
| 2013年香港亞洲電影節                                                        | 最佳新導演                  | 麥浚龍                                       | 提名 |
| 第50屆金馬獎                                                                | 最佳新導演                  | 麥浚龍                                       | 提名 |
| 第50屆金馬獎                                                                | 最佳視覺效果                | 伊諾                                         | 提名 |
| 第50屆金馬獎                                                                | 最佳造型設計                | 鄭秀嫻、黃家儀、秦秀霞、kittichon kunratchol | 提名 |
| 2013年金馬國際影展、國際影評人協會                                          | 國際影評人費比西獎          | 《殭屍》                                     | 獲獎 |
| 第二十屆香港電影評論學會大獎                                                | 推薦電影                    | 《殭屍》                                     | 獲獎 |
| 第33屆香港電影金像獎                                                        | 最佳女主角                  | 鮑起靜                                       | 提名 |
| 第33屆香港電影金像獎                                                        | 最佳男配角                  | 陳友                                         | 提名 |
| 第33屆香港電影金像獎                                                        | 最佳女配角                  | 惠英紅                                       | 獲獎 |
| 第33屆香港電影金像獎                                                        | 最佳攝影                    | 伍啟銘                                       | 提名 |
| 第33屆香港電影金像獎                                                        | 最佳美術指導                | 張蚊                                         | 提名 |
| 第33屆香港電影金像獎                                                        | 最佳服裝造型設計            | 鄭秀嫻、黃家儀、Kittichon Kunratchol         | 提名 |
| 第33屆香港電影金像獎                                                        | 最佳音響效果                | 朱致夏、Steve Miller                         | 提名 |
| 第33屆香港電影金像獎                                                        | 最佳視覺效果                | Enoch Chan                                   | 獲獎 |
| 第33屆香港電影金像獎                                                        | 新晉導演                    | 麥浚龍                                       | 提名 |
| 第21屆法國GERARDMER國際奇幻電影節                                           | 評審團大獎                  | 《殭屍》                                     | 獲獎 |
| 第八屆亞洲電影大獎                                                          | 最佳女主角                  | 鮑起靜                                       | 提名 |
| 第八屆亞洲電影大獎                                                          | 最佳攝影                    | 伍文拯                                       | 提名 |
| 第八屆亞洲電影大獎                                                          | 最佳剪接                    | David M. RICHARDSON                          | 提名 |
| 第八屆亞洲電影大獎                                                          | 最佳視覺效果                | 伊諾                                         | 提名 |
| 比利時布魯塞國際奇幻電影節 (Brussels International Fantastic Film Festival) | Long Features -Silver Raven | 《殭屍》                                     | 獲獎 |
| 第十四届华语电影传媒大奖                                                    | 最佳電影                    | 《殭屍》                                     | 提名 |
| 第十四届华语电影传媒大奖                                                    | 最佳導演                    | 麥浚龍                                       | 提名 |
| 第十四届华语电影传媒大奖                                                    | 最佳女主角                  | 鮑起靜                                       | 提名 |
| 第十四届华语电影传媒大奖                                                    | 最佳男配角                  | 陳友                                         | 提名 |
| 第十四届华语电影传媒大奖                                                    | 最佳新導演                  | 麥浚龍                                       | 提名 |

## 外部連結
- 《殭屍 （页面存档备份，存于）》在新加坡雅虎的電影頁面（英文）
- Yahoo奇摩電影上《殭屍》的資料（繁體中文）
- MSN娛樂上《殭屍》的資料（繁體中文）

- 開眼電影網上《殭屍》的資料（繁體中文）
- 豆瓣电影上《殭屍》的資料 （简体中文）
- 时光网上《殭屍》的資料（简体中文）
- AllMovie上《殭屍》的资料（英文）
- 爛番茄上《殭屍》的資料（英文）
- 香港影庫上《殭屍》的資料（繁體中文）
- 互联网电影数据库（IMDb）上《殭屍》的资料（英文）
- 殭屍的Facebook專頁